# Sulioti

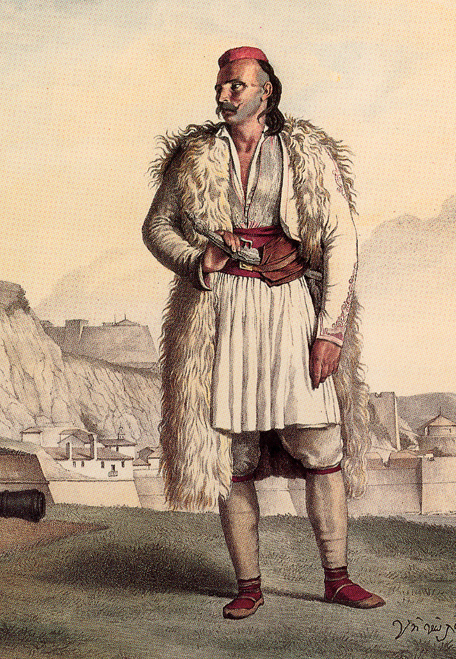
Suliota a Corfù, di Louis Dupré.

I Sulioti furono una piccola popolazione albanese di religione cristiana autoctona delle montagne dell'Epiro. Facevano parte degli albanesi ciam, una delle tre grandi tribù dei toschi. 

## Storia
Distribuiti su dodici villaggi, i Sulioti presero il nome dal centro fortificato più importante, Suli. 
La loro storia inizia nei primi anni del XVIII secolo, quando gli abitanti di quattro villaggi, per salvarsi dall'occupazione dei Turchi, decisero di ribellarsi e si insediarono sulle montagne dell'Epiro.  Successivamente altri villaggi si unirono ai primi, per raggiungere il numero di dodici.
Per molti decenni vissero pacificamente, ma nel 1790 furono istigati da agenti russi a sfidare apertamente il potere ottomano.  Furono affrontati da Alì Pascià, governatore di Giannina (la città più importante dell'Epiro). Dal 1792 al 1803 i Sulioti resistettero ai ripetuti tentativi dell'Impero ottomano volti a sottometterli, finché Alì Pascià prese a tradimento la città di Suli. Sterminati ed espulsi, i sulioti superstiti si rifugiarono nelle Isole Jonie. 
Nel 1820 Alì Pascià, ribellatosi alle autorità turche, li richiamò dall'esilio affinché si unissero alla sua battaglia. I Sulioti rientrarono nelle loro sedi e parteciparono attivamente alla lotta di Alì Pascià. Assediati dalle truppe del sultano, resistettero due anni prima di capitolare (1822). In 3.000 scelsero nuovamente l'esilio e si recarono a Cefalonia, mentre molti altri scelsero di nascondersi sulle montagne.
Successivamente i Sulioti parteciparono alla Guerra d'indipendenza greca (terminata vittoriosamente nel 1832).
Le terre abitate dai Sulioti furono annesse alla Grecia con il Trattato di Londra (1913), a conclusione della Prima guerra balcanica.